# Stephen Hudson
Sidney Schiff, mera känd under sin pseudonym Stephen Hudson, född 1868 i London, död 29 oktober 1944, var en brittisk författare.
Sidney Schiff, som strängt höll på sin anonymitet var rik, fint bildad, en förnäm konstkännare och ivrig konstsamlare, nära vän med Marcel Proust, som han översatte till engelska, och Katherine Mansfield. Han debuterade 1916 med en samling noveller, War time silhouettes, och skapade sig en beaktad ställning med en serie romaner, som hör nära samman, Richard Kurt (1919), Elinor Colhouse (1921), Prince Hempseed (1923), Tony (1924), Myrtle (1925), Richard, Murtle and I (1926) och The other side (1937). De tre första jämte en del av Myrtle förenades till ett verk, A true story, som i en ny upplaga 1937 även upptog The other side och dessutom innehöll en nyskriven avslutning. Denna romanserie, som delvis var avfattad i jagform liksom Prousts och som i fråga om kompositionen är påverkad av James Joyce, har till huvudperson en ung man ur engelsk-österrikisk finansmiljö, som misslyckats med livet på grund av för stark moderfixering. Handlingen utspelas i Europa och Amerika under decennierna före och efter sekelskiftet 1900. Sidney Schiff, som var en inträngande psykolog, skarp sedeskildrare och målmedveten artist, kom under 1940-talet att bli uppskattad av kritik och publik.